# غار قیژه‌لان
غار قیژه‌لان (به کُردی: مه‌ڕ قیژه‌ڵان) نام غاری است در ارتفاع ۲۸۰۰ متر از سطح دریا در کوه پراو، در دوازده کیلومتری شمال‌شرق شهر کرمانشاه که در میان کوه طاق بستان و کوه بیستون در قسمت انتهایی کوهستان پرآو در منطقه‌ای دورافتاده از این کوهستان قرار دارد. غار قیژه‌لان هم‌اکنون پس از غار جوجار دومین غار عمیق ایران محسوب می‌شود. این غار در سال ۱۳۹۶ توسط تیمی متشکل از غارنوردان ایرانی از استان کرمانشاه به همراه غارنوردان ایتالیایی شناسایی شده‌است.

## وضعیت غار
غار قیژه‌لان به دلیل وجود معبرهای بسیار تنگ و چاه‌های عمودی بلند یکی از سخت‌ترین غارهای ایران به‌شمار می‌رود. علاوه‌براین وجود گل و لای فراوان در این غار سبب شده تا امکان استقرار کمپ و ایجاد محلی برای استراحت غارنوردان در آن وجود نداشته باشد. فراوانی گل و لای در این غار به گونه‌ای است که غارنورد، گاهی باید در آن غوطه‌ور شود.
اگرچه تا عمق ۶۷۵ متری این غار شناسایی شده، اما هنوز بخش‌های ناشناختهٔ زیادی از آن باقی مانده که کشف نشده‌است. معبرهای غار از عمق ۶۰۰ متری  بسیار تنگ و باریک می‌شوند. یوسف سورنی‌نیا که یکی از افراد تیم شناسایی‌کنندهٔ غاز قیژه‌لان بوده بر این باور است که این غار می‌باید دست‌کم تا عمق ۱۳۰۰ تا ۱۴۰۰ متری قابل کشف و شاید حتی عمیق‌ترین غار ایران باشد. دمای درون غار قیژه‌لان نزدیک به سه تا چهار درجهٔ سانتیگراد است. در عمق غار حشرات بسیار ریزی مشاهده شده‌اند.
به دنبال اکتشاف  ۲۰۱۹ که توسط غارنوردان کرمانشاه و همکاری غارنوردان ایتالیایی صورت گرفت، غار قیژه‌لان در کوه ‌پرآو به ژرفای ۷۶۳ متری رسید و معلوم شد که از غار پرآو  ژرف‌تر است. این غار از جاذبه‌های طبیعی منطقه غرب ایران محسوب میشود.

## شناسایی غار
غار قیژه‌لان در منطقه‌ای قرار گرفته که بخشی از مردم ایل پایروند در استان کرمانشاه چند ماه از سال به عنوان چراگاه دام‌های خود در آنجا ساکن می‌شوند. شناسایی این غار نیز در حالی صورت گرفته‌است که عشایر منطقه از وجود آن خبر داشته‌اند. در سال ۱۳۹۶ تیمی از غارنوردان کشور ایتالیا با همراهی غارنوردان استان کرمانشاه که برای اکتشاف به کوهستان پراو رفته‌بودند، غار قیژه‌لان را شناسایی و نقشه‌برداری کردند. یکی از مردم ساکن در کوه از عشایر پایروند غار قیژه‌لان را که دهانهٔ آن پوشیده از برف بود به تیم غارنوردی معرفی کرده‌است. تیم مزبور در آن زمان تا عمق ۲۰۰ متری غار پیش‌روی کرد و به دلیل نیاز به وسایل بیشتر، مابقی اکتشاف را به زمان دیگری موکول کرد.

## کاوش‌های بعدی
طی روزهای ۸ تا ۱۶ شهریور ۱۳۹۷ «سومین اردوی تخصصی و بین‌المللی غارنوردی فلات پراو» برگزار شد. در این اردو کاوش در غار قیژه‌لان توسط گروهی متشکل از بیش از ۳۰ نفر از ۵ کشور ایران، ایتالیا، لهستان، فرانسه و ارمنستان ادامه پیدا کرد. اعضای این گروه بعد از چند روز تلاش موفق شدند تا ژرفای نزدیک به منهای ۷۰۰ متری (منهای ۶۸۵ متری) این غار را شناسایی و نقشه‌برداری کنند. به این ترتیب غار قیژه‌لان به عنوان سومین غار عمیق ایران بعد از غار پراو و جوجار ثبت شد، اما ادامهٔ کاوش به سال بعد موکول شد.
در سال ۱۳۹۸ کاوش غار قیژه‌لان ادامه پیدا کرد و در جریان سفر هیئت اعزامی که به مدت ۷ روز از ۲۸ شهریور تا ۲ مهر ۱۳۹۸ انجام شد، تیمی متشکل از جان لوکا، فرانچسکو روزاریا و ماریا روزاریا از ایتالیا، و علی دایی‌چین و بهرام کربلایی از استان کرمانشاه ایران توانستند تا عمق ۷۶۳ متری غار را پیمایش و شناسایی کنند. بدین ترتیب غار قیژه‌لان با یک رتبه صعود به عنوان دومین غار عمیق کشور ایران معرفی شد.